# Памятник М. В. Ломоносову (Орёл)
Памятник М. В. Ломоносову — памятник русскому учёному-«универсальному человеку»: естествоиспытателю, химику, физику, астроному, географу, историку, поэту, автору проекта Московского университета в Орле.

## Описание
Одна из старейших школ города Орла носит имя М. В. Ломоносова. Выпускник этой школы скульптор Б. Д. Бологов с архитектором Г. Т. Ракитиным в 1980 году подарили школе бюст учёного, выполненный из тонированного гипса на бетонном пьедестале. Памятник установили в скверике перед школой.